# Német Királyság
A Német Királyság vagy Regnum Teutonicum fogalma Német Lajossal jelent meg, aki a Frank Birodalom egyik részkirálysága, a Keleti Frank Királyság uralkodója lett. A frank törvények a birodalmat mindig megosztották az utódok között, nem érvényesült a későbbi primogenitúra elve, ami stabilizálta volna az államalakulatokat. Valóságossá az önálló királyság Madarász Henrik megválasztásával vált. Hamarosan magába olvasztotta a Középső Frank Királyság nagy részét az Itáliai Királyság kivételével. Németország uralkodói valójában ezen királyság uralkodói, akiknek külön meg kellett szerezniük a császári címet, hogy a Német-római Birodalom uralkodói is legyenek és ezzel Itália és Róma felett is befolyással bírjanak. A hagyomány viszont kizárta, hogy rajtuk kívül ezt a befolyást bárki más megszerezhesse.